# St.-Katharinen-Kirche (Nehesdorf)

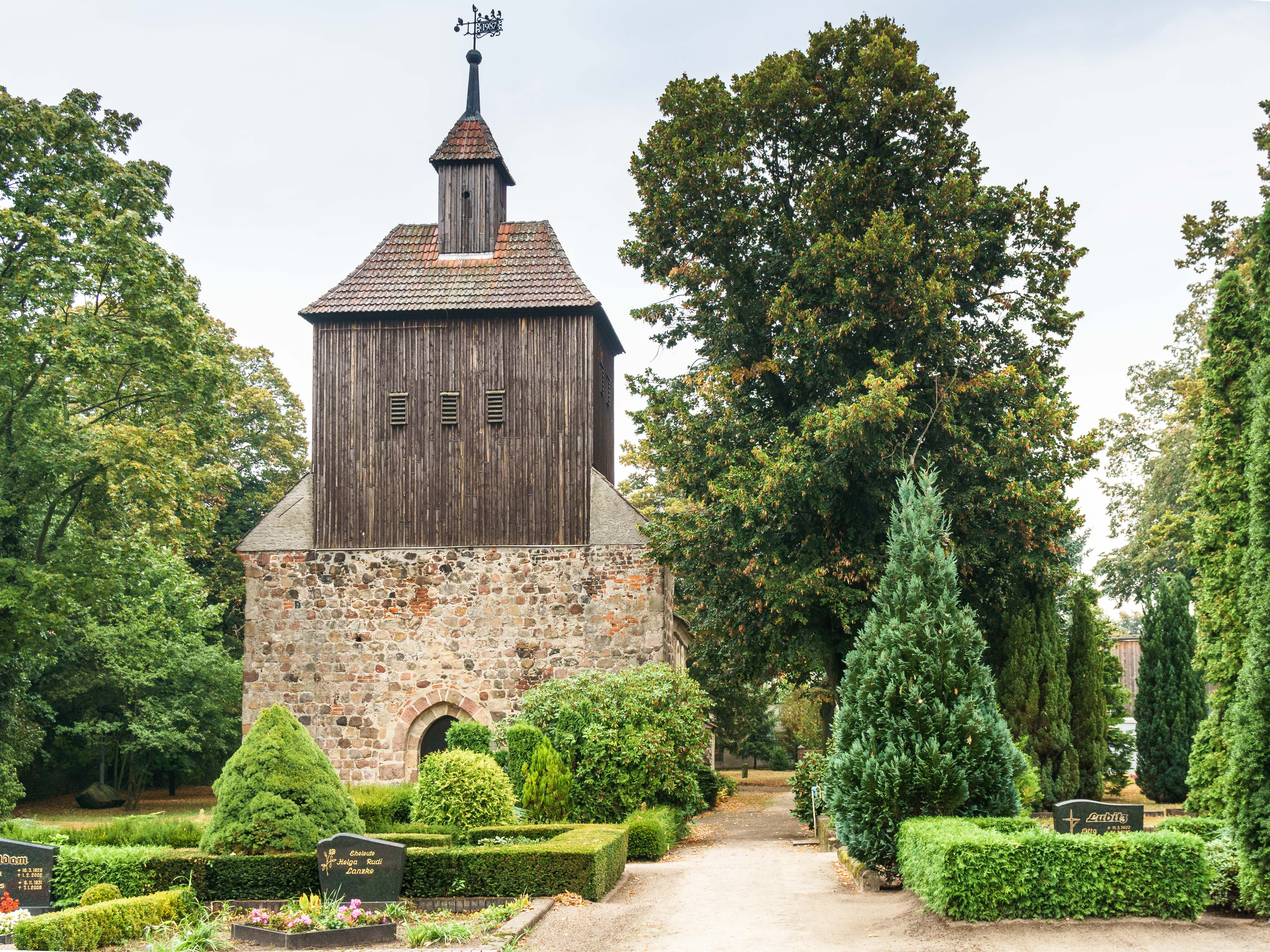
Katharinenkirche Nehesdorf

Die evangelische St.-Katharinen-Kirche ist ein denkmalgeschütztes Kirchengebäude im Stadtteil Nehesdorf der südbrandenburgischen Stadt Finsterwalde im Landkreis Elbe-Elster. Der aus der zweiten Hälfte des 13. Jahrhunderts stammende Feldsteinbau ist heute das älteste Bauwerk im Stadtgebiet von Finsterwalde und wird von einem Friedhof umgeben.

## Baubeschreibung und -geschichte
Die Nehesdorfer Katharinenkirche entstand in der zweiten Hälfte des 13. Jahrhunderts als rechteckiger Feldsteinsaalbau mit Satteldach und kurzem Schiff. Sie besitzt einen eingezogenen Rechteckchor und im Westen einen Querturm. Der verbretterte Turmaufsatz mit Dachreiter stammt aus der Mitte des 18. Jahrhunderts. Dieser besitzt ein ziegelgedecktes Satteldach. Gekrönt wird der Dachreiter von einer Pyramidenspitze mit Wetterfahne. Eine weitere Wetterfahne befindet sich am Ostende des Kirchenschiffs. Diese trägt die Jahreszahl 1635.
Als die Kapazität der Kirche zu klein wurde, sollte sie am Anfang des 20. Jahrhunderts durch eine neue, 500 Plätze fassende Kirche an anderer Stelle ersetzt und zu einer Begräbniskapelle umgebaut sowie als Leichenhalle genutzt werden. Das schon fast vor der Verwirklichung stehende Projekt scheiterte letztlich durch den beginnenden Ersten Weltkrieg.
Das Bauwerk erfuhr in der zweiten Hälfte des Jahres 2004 umfangreiche Rekonstruktions- und Renovierungsarbeiten, bei denen im Bereich des Turms ein frühgotisches Portal freigelegt und neugestaltet wurde. Eine ursprünglich dem Turm vorangestellte westliche Vorhalle, die im 19. Jahrhundert in Fachwerkbauweise errichtet worden war, verschwand im Zuge der Arbeiten. Etwa 65.000 Euro kosteten die Arbeiten, in deren Zuge Fußboden und Fenster renoviert, eine Bankheizung eingebaut und die Elektrik modernisiert wurden. Weitere Sanierungsarbeiten haben im Sommer 2017 begonnen. Diese betreffen Dach und Mauerwerk sowie etwas später auch den Turm.
Zur Katharinenkirchengemeinde Finsterwalde und Umland gehören gegenwärtig die Kirchengemeinden Finsterwalde-Süd mit Grünhaus und Pechhütte, sowie Drößig, Staupitz und Sorno.

## Ausstattung (Auswahl)
Das flachgedeckte Innere der Kirche ist von einer dreiseitigen Empore geprägt. Hier befindet sich ein Altarretabel aus dem 17. Jahrhundert. In der Predella ist ein ovales Abendmahlsgemälde zu sehen. Dieses stammt möglicherweise von Abraham Jäger, einem Kunsttischler aus Finsterwalde. Seine Schaffenszeit wird auf die Zeit zwischen 1663 und 1714 datiert.
Die polygonale Kanzel stammt aus dem 18. Jahrhundert. Diese befand sich ursprünglich im Altar und wurde später allerdings von ihm getrennt.
In der Kirche befindet sich eine 1956/57 vom Frankfurter Orgelbauunternehmen W. Sauer geschaffene Orgel. Sie verfügt über eine pneumatische Kegellade, zwei Manuale und elf Register. Der Orgelprospekt wurde von Johann Christoph Schröther dem Älteren errichtet.

## Weiterführende Literatur
- Manfred Woitzik: Genius Loci. Finsterwalder Siedlungs- und Baugeschichte. Hrsg.: Verein der Freunde und Förderverein des Kreismuseums Finsterwalde e. V. Finsterwalde 2010, ISBN 978-3-9811107-0-8.
- Georg Dehio: Handbuch der Deutschen Kunstdenkmäler – Brandenburg. 2. Auflage. 2012, ISBN 978-3-422-03123-4, S. 4.